# Вир-при-Невлях
Вир-при-Невлях (словен. Vir pri Nevljah) — поселення в общині Камник, Осреднєсловенський регіон, Словенія. Висота над рівнем моря: 421,4 м.